# Mawdryn Undead
Mawdryn Undead (Mawdryn le mort vivant) est le cent vingt-cinquième épisode de la première série de la série télévisée britannique de science-fiction Doctor Who. Cet épisode, qui fut originellement diffusé sur la BBC en quatre parties du 1er au 9 février 1983 voit apparaître le personnage de Vislor Turlough incarné par Mark Strickson.

## Accroche
Le Docteur enquête sur un vaisseau alien s'étant écrasé sur Terre dans les années 1980. Lors de son enquête, il fait la connaissance d'un jeune homme nommé Vislor Turlough. Celui-ci est en lien avec son vieil ami le Brigadier mais aussi avec un ancien ennemi du Docteur qui souhaite son anéantissement.

## Distribution
- Peter Davison — Le Docteur
- Sarah Sutton — Nyssa
- Janet Fielding — Tegan Jovanka
- Mark Strickson — Vislor Turlough
- Nicholas Courtney — Brigadier Lethbridge-Stewart
- David Collings — Mawdryn
- Valentine Dyall — Le Gardien Noir
- Angus MacKay — Le Proviseur
- Stephen Garlick — Ibbotson
- Roger Hammond — Dr Runciman
- Sheila Gill — Matron
- Peter Walmsley, Brian Darnley — Mutants

## Résumé
1983, le Brigadier Lethbridge-Stewart a pris sa retraite d'UNIT et enseigne les mathématiques au collège public de Brendon. Un de ses élèves, Turlough est en réalité un jeune extraterrestre de la planète Trion se faisant passer pour un humain. Ayant volé la voiture du brigadier avec un de ses camarades, tous deux ont un accident à la suite duquel, Turlough va être contacté par le Gardien Noir, qui cherche à se venger du Docteur de son échec (dans l'épisode « The Armageddon Factor. »). Celui-ci promet à Turlough de l'aider à quitter la terre s'il tue le Docteur.
Pendant ce temps, à l'intérieur du TARDIS, le Docteur Tegan et Nyssa se retrouvent piégés par une force qui s'échappe d'un vaisseau extra-terrestre. Après s'être matérialisés sur le vaisseau, le Docteur et ses compagnons sont rejoints par Turlough, amené sur les lieux par le Gardien Noir. Découvrant un transmat (appareil de téléportation), le Docteur se retrouve sur Terre en 1983, avec Turlough, non loin du collège de Brendon. Ils y croisent le Brigadier, qui semble ne plus se souvenir du Docteur et de leurs aventures durant la période UNIT à cause d'une sorte de traumatisme. Toutefois, il se souvient avoir vu Tegan en 1977.
Pendant ce temps là, Nyssa et Tegan, restées dans le TARDIS, sont matérialisées dans le vaisseau mais en 1977. Utilisant le transmat, elles se retrouvent près du collège en 1977 et retrouvent un homme mourant qu'elles prennent pour le Docteur sur le point de se régénérer. Elles découvrent le Brigadier, non-loin, qui leur offre de l'aide. L'homme, nommé Mawdryn, prétend être le Docteur et demande à retourner à l'intérieur du vaisseau afin de compléter sa régénération. En 1983, le Docteur, Turlough et le Brigadier réutilisent le transmat et se retrouvent propulsés dans le vaisseau en 1977. Le Docteur rejoint Tegan et Nyssa et s'aperçoit que deux versions du Brigadier se trouvent perdues sur le vaisseau et que leur rencontre provoquerait une anomalie temporelle qui pourrait créer un cataclysme.
Il fait aussi la connaissance de Mawdryn et des autres membres du vaisseau, des scientifiques ayant tentés de découvrir le secret de la régénération des seigneurs du Temps mais ayant fini par devenir des créatures maladives incapables de mourir. Ils souhaitent que le Docteur puisse les aider à mourir en sacrifiant son pouvoir de régénération. Lorsque celui-ci tente de fuir avec Tegan et Nyssa, celles-ci se mettent à souffrir du même mal que les scientifiques et à vieillir. Il décide alors de sacrifier ses régénérations pour rétablir la situation. Pendant le même moment, les deux versions du Brigadier, qui avaient été tenus à l'écart par Turlough et Mawdryn, se croisent dans la salle où le Docteur tentait de se sacrifier. Lorsqu'ils se touchent, l'impact dû à l'anomalie temporelle est tellement fort que l'énergie relâchée permet à Mawdryn et ses compagnons de mourir et à Tegan et Nyssa de se rétablir. La version 1977 du Brigadier s'écroule et perd la mémoire sous le coup du traumatisme et les deux versions sont ramenées à leur époque respective. Le Docteur accepte que Turlough rejoigne l'équipage du TARDIS.

### Continuité
- Au début de l'épisode, Tegan demande au Docteur si le Mara reviendra, à la suite de ses mésaventures liées à l'épisode précédent.
- Le Gardien Noir est un des ennemis récurrent du Docteur, évoqué durant la saison 20 et vu dans son dernier épisode, « The Armageddon Factor. » Son influence se retrouve dans l'épisode suivant.
- C'est le retour du Brigadier Lethbridge-Stewart qui n'avait pas été vu depuis l'épisode de 1975 « Terror of the Zygons. » On apprend au passage que le Sergent Benton est devenu vendeur de voiture et qu'Harry Sullivan est devenu un espion pour le gouvernement. Les noms de Liz Shaw, Jo Grant et Sarah Jane Smith sont évoqués. À noter que la chronologie de cet épisode semble entrer en contradiction avec celle d'UNIT, censé se dérouler 10 ans après les événements
- Lors du flash-back du Brigadier, on peut voir des extraits des épisodes « The Web of Fear » (les Yétis) « The Invasion » (les Cybermen) « The Three Doctors » (le second et le premier Docteur, lui-même) « The Claws of Axos » (les Axons) « Day of the Daleks »  (les Daleks) « Spearhead from Space » (le troisième Docteur) « Robot » (le Robot) et « Terror of the Zygons » (un Zygon et le quatrième Docteur.)
- L'épisode explique pour la première fois clairement que le Docteur est à sa 5e incarnation, celui-ci expliquant qu'il lui en reste 8.
- Le Docteur cite une nouvelle fois l'effet Blinovitch, qui empêche deux incarnations de la même personne de se toucher et dont on entend parler dans « Day of the Daleks. » Toutefois cette règle ne semble pas s'appliquer aux seigneurs du temps eux-mêmes.
- Le Docteur réemploi la phrase du troisième Docteur lorsqu'il parle de "renverser la polarité du flot des neutrons."
- Nyssa parle de la salle zéro, qui aide à la régénération du Docteur, vue dans « Castrovalva. »

## Production

### Écriture
Cet épisode est le premier d'une trilogie visant à introduire le personnage de Vislor Turlough, écrit à l'origine afin de remplacer Adric. Décrit par le producteur John Nathan-Turner comme un extra-terrestre aux origines mystérieuses, il fut décidé par le script-éditor (responsable des scénarios) Eric Saward d'en faire un compagnon qui pour la première fois aurait un côté "méchant." L'introduction du personnage devait se faire en trois temps : dans le premier épisode, on le verrait être manipulé par le Gardien Noir et sauver la vie du Docteur afin de le rejoindre dans le TARDIS, dans le second épisode, il devait trahir le Docteur et dans le dernier épisode aider celui-ci à se débarrasser du Gardien Noir. La trilogie permettait de voir si le personnage fonctionne dans la série ou s'il est préférable de l'en ôter.
Originellement, le premier épisode de Turlough devait être “Space-Whale” ("la baleine de l'espace") un épisode des scénaristes de la bande dessinée Doctor Who du Doctor Who Magazine Pat Mills et John Wagner dans lequel le Docteur et ses compagnons se retrouvent à l'intérieur du ventre d'une baleine de l'espace en compagnie d'autres victimes, dont Turlough. Prévu pour être le troisième de la saison, l'épisode rencontra de nombreux problèmes. Wagner, qui avait toujours été sceptique sur la faisabilité de l'épisode, se retira du projet lorsqu'il appris que les scripts furent commissionnés sous le titre “The Song Of The Space Whale” ("la chanson d'une baleine de l'espace.") Puis, ce fut Mills qui ne s'entendit plus avec Saward au sujet des personnages secondaires. En mai 1982, il fut décidé que l'épisode n'était pas prêt et qu'il valait mieux le déplacer pour la saison suivante.
Le scénario du nouvel épisode fut confié au scénariste-réalisateur Peter Grimwade qui avait écrit l'intrigue de l'épisode « Time-Flight » lors de la saison précédente. Grimwade décida de s'inspirer du mythe du Hollandais volant avec une histoire de vaisseau spatial hanté naviguant sans arrêt dans le temps. Il souhaitait aussi faire un épisode entrelaçant des événements dans le même lieux mais à différents moments, avec un personnage récurrent. Un des conseillers non officiel de la série, Ian Levine, suggéra que le personnage pourrait être un ancien compagnon du Docteur. Grimwade aima l'idée et écrit l'épisode de sorte à réintroduire le professeur de science Ian Chesterton, dont Turlough serait l'élève. Il crée le personnage de Mawdryn en combinant deux mots gallois, “marw” (“mort”) and “dyn” (“homme”).
À cause de la pression du temps, l'épisode fut commissionné le 27 mai 1982 et la totalité des scripts le furent le 4 juin. À ce moment, Grimwade et Saward s'accordent sur les années 1983 et 1977 (date du jubilée de la reine Élisabeth II) comme périodes des troubles temporels, et ce malgré les indications de Levine qui leur dit que cela entrait en contradiction avec la date des épisodes avec UNIT. Toutefois, William Russell annonce qu'il ne pourra pas jouer dans l'épisode car pris par une pièce de théâtre, même chose pour Ian Marter qui devait reprendre son rôle d'Harry Sullivan. Le script est modifié de sorte à faire apparaître le Brigadier Lethbridge-Stewart, car Nicholas Courtney était disponible à cette période. Afin d'insérer son rôle dans une école, il fut expliqué que celui-ci avait pris sa retraite.
À l'origine, Grimwade souhaitait expliquer que le Docteur accepte facilement l'arrivée de Turlough car Adric lui manque mais cette motivation ne sera pas inclus dans l'épisode. Grimwade inséra aussi une séquence de flashback afin d'attirer les anciens fans de la série.
Finalement, Graham Williams l'inventeur des Gardiens Noirs et Blancs, ne saura que ses personnages sont revenus dans la série que des années plus tard, lors d'une convention.

### Casting
- Malgré des problèmes de santé, Valentine Dyall reprit le rôle de Gardien Noir qu'il avait tenu dans « The Armageddon Factor. »
- Mark Strickson fut suggéré à John Nathan-Turner par son partenaire, Gary Downie. Celui-ci avait à l'époque joué quelques rôles mineur dans des séries comme Angels, Juliet Bravo et Strangers. Il était d'ailleurs question au moment de rejoindre le casting de Doctor Who que son rôle dans Angels devienne régulier, prenant de cours les scénaristes. Il s'avèra toutefois que les cheveux blond de Strickson le faisait ressembler bien trop à Peter Davison. Afin de mieux les différencier, il fit roussir et couper ses cheveux et fut vêtu avec des habits noirs afin de créer un contraste.
- David Collings qui joue le rôle de Mawdryn est aussi apparu dans les épisodes du 4e Docteur, « Revenge of the Cybermen » dans le rôle de Vorus et dans l'épisode « The Robots of Death. »

### Tournage
Le réalisateur engagé pour cet épisode fut Peter Moffatt qui avait tourné l'épisode « The Visitation » lors de la saison précédente. Tout comme la saison précédente, la série eu droit à trois mois de repos afin que Peter Davison puisse tourner la dernière saison de la sitcom Sink Or Swim et le tournage débuta par les séquences en  extérieur qui furent filmées du 24 au 27 août 1982, au « Middlesex Polytechnic » de Londres, qui servit de décors aux environnements aux abords du collège. Il fut décidé de différencier les deux versions du Brigadier de façon que celui de 1977 garde sa moustache tandis que celui de 1983 serait rasé et ayant les cheveux plus gris.
La première session de tournage en studio se déroula les 8 et 9 septembre 1982 au studio 6 du centre télévisuel de la BBC et concernait les scènes dans le TARDIS, dans les couloirs, l'infirmerie, la capsule de transmat, et la maison du Brigadier. bureau d'Ambril, dans le Hall aux miroirs, dans la cellule du Docteur et dans les couloirs. La seconde session de tournage eu lieu du 22 au 24 septembre au studio 8 et concernait les scènes dans le TARDIS avec Mawdryn, dans la capsule spatiale des mutants, dans les couloirs du TARDIS et les séquence dans le vide avec Turlough et le Gardien Noir.

## Diffusion et Réception
| Épisode                                                                                      | Date de diffusion | Durée | Téléspectateurs en millions | Archives            |
| -------------------------------------------------------------------------------------------- | ----------------- | ----- | --------------------------- | ------------------- |
| Épisode 1                                                                                    | 1er février 1983  | 24:03 | 6,5                         | Bandes couleurs PAL |
| Épisode 2                                                                                    | 2 février 1983    | 24:33 | 7,5                         | Bandes couleurs PAL |
| Épisode 3                                                                                    | 8 février 1983    | 24:32 | 7,4                         | Bandes couleurs PAL |
| Épisode 4                                                                                    | 9 février 1983    | 24:33 | 7,7                         | Bandes couleurs PAL |
| Diffusé en quatre parties du 1er au 9 février 1983, l'épisode fit un score d'audience moyen. |                   |       |                             |                     |

### Critiques
En 1995 dans le livre « Doctor Who : The Discontinuity Guide », Paul Cornell, Martin Day, et Keith Topping aiment bien l'idée des deux temporalités et trouvent intéressant la motivation des antagonistes de l'épisode. Toutefois, ils trouvent la dernière partie décevante." Les auteurs de « Doctor Who : The Television Companion » (1998) estiment que l'épisode est l'un des plus ambitieux que la série aura osé en utilisant pleinement l'aspect "voyage temporel." Ils saluent le retour du Brigadier et le jeu de Nicholas Courtney ainsi que des acteurs secondaires.
En 2012, Patrick Mulkern de Radio Times apprécie le retour du Brigadier, le script de Peter Grimwade (plus réussi que celui de « Time-Flight ») la réalisation de Peter Moffatt ainsi que l'arrivée de Mark Strickson dans la série, qu'il trouve « rafraîchissante ».

## Novélisation
L'épisode fut romancé par Peter Grimwade lui-même et publié en août 1983. Le roman porte le numéro 82 de la collection Doctor Who des éditions Target Books. Ce roman n'a jamais connu de traduction à ce jour.

## Éditions commerciales
L'épisode n'a jamais été édité en français, mais a connu plusieurs éditions au Royaume-Uni et dans les pays anglophones.
- L'épisode est sorti en VHS en novembre 1992.
- L'épisode fut édité en DVD le 10 août 2009 dans un coffret intitulé "Black Guardian Trilogy" avec les épisodes  « Terminus » et « Enlightenment. » L'édition contient les commentaires audios de Peter Davison, Mark Strickson, Nicholas Courtney et Eric Saward ainsi que l'ajout d'effets spéciaux corrigés par ordinateur, un making off, des interviews de l'équipe de l'époque, des scènes coupées et d'autres bonus. L'épisode fut réédité le 1er décembre 2012 dans le cadre des Doctor Who Files.